# 東ローマ内戦 (1321年 - 1328年)
東ローマ内戦(1321年 - 1328年)とは、帝国の支配権をめぐってアンドロニコス2世パレオロゴスとその孫のアンドロニコス3世パレオロゴスとの間で行われた帝位を争うクーデターと内戦である。

## 概要
アンドロニコス2世の息子のミカエルは父に先立ち死去した。時期皇位継承者候補はミカエルの息子のアンドロニコス3世だったが、放蕩癖があった彼は祖父からあまりよく思われていなかった。
1321年、アンドロニコス3世は支持者らとともにトラキアで反乱を起こし首都コンスタンティノープルに大軍で押し寄せた。そこで小規模な衝突の後和平交渉が開かれ、アンドロニコス3世は共同皇帝としてトラキアとマケドニアを割り当てられたが、残りの地域はアンドロニコス2世のもとにとどまり、アンドロニコス2世は上級皇帝としていまだ帝国の内政と外交を取り仕切ることとなった。
しかし双方の派閥の対立は収まらず、翌年の1322年にふたたび武力紛争に至り、3年後にアンドロニコス3世は正式に共同皇帝と認定されが、3年間の間双方で徴兵によって大規模な動員が行われ、大軍同士のにらみ合いが続いたため帝国は疲弊した。
1327年2月またも双方の間で紛争が勃発し、今度は周辺国も介入したため比較的大規模になった。
アンドロニコス2世側にはセルビアが味方し、アンドロニコス3世側にはブルガリアが加担した。戦いの結果、アンドロニコス3世側が勝利し、テッサロニキを占領した。さらにコンスタンティノープにも攻め寄せて市内に入場し祖父のアンドロニコス2世を退位させて修道院に追いやり、アンドロニコス3世が実権を握った